# متیو ویلکاس
متیو ویلکاس (انگلیسی: Matthew Wilkas؛ زادهٔ ۲۰ آوریل ۱۹۷۸) هنرپیشه، نمایشنامه‌نویس، و بازیگر تلویزیون اهل ایالات متحده آمریکا است. وی از سال ۲۰۰۳ میلادی تاکنون مشغول فعالیت بوده‌است.